# Sanur (Jenin)
Sanur (àrab: صانور, Ṣānūr) és una vila palestina de la governació de Jenin, a Cisjordània, al nord de la vall del Jordà, 26 kilòmetres al sud-oest de Jenin. Segons el cens de l'Oficina Central Palestina d'Estadístiques (PCBS) tenia 4.067 habitants en 2007. Durant els darrers anys del domini otomà Sanur va ser una vila fortificada del clan Jarrar i va tenir un paper clau en la limitació del poder centralitzat del sultanat otomà, dels governadors otomans de Damasc i Acre i al pro-otomà clan Tuqan de Nablus per exercir autoritat directa sobre les zones altes rurals del sanjak de Nablus (actualment al nord de Cisjordània).

## Geografia
Sanur es troba a les terres altes del nord de Cisjordània. El poble està situat en un turó aïllat al llarg del marge occidental de la vall i del llac estacional de Marj Sanur, que porta el nom del poble. A l'oest, Sanur està connectat a la cresta de Hawarah de les muntanyes Zawiya a través d'una collada baixa. Mont Hureish, el cim més alt del veïnatge, és al sud. Una part del poble està construït en el descens cap als límits de la vall natural de Marj Sanur. El nucli antic de Sanur està al cim del turó i és tancat gairebé tot per les parets que formen part de les ruïnes de l'antiga fortalesa de Sanur. El 1979 les àrees urbanitzades de Sanur van ascendir al voltant de 60 dúnams. L'elevació mitjana de la població és de 420 metres sobre el nivell del mar i està a uns 45 metres per sobre del seu entorn immediat.
Sanur es troba a 26 kilòmetres al sud-oest de Jenin, la capital de la governació de Jenin. Les localitats més properes a Sanur són Meithalun a l'est, Misilyah al nord-est, Zawiya al nord, Anzah i Ajjah a l'oest i Jaba' al sud-oest.

## Demografia
La població de Sanur censada en 1997 per l'Oficina Central d'Estadístiques de Palestina (PCBS) era de 3.181 habitants. Els refugiats palestins eren el 20% dels habitants.
En el cens del 2007 de la PCBS la població de Sanur era de 4.067 habitants. Hi havia 698 llars, amb una mitjana de cinc a sis membres per llar.

## Història
S'hi ha trobat ceràmica de finals de l'època romana i de la romana d'Orient. La mesquita es troba sobre una vella cisterna. Les cisternes estan tallades en els vessants costeruts de la roca, com les tombes.

### Època otomana
Sanur, com la resta de Palestina, fou incorporada a l'Imperi Otomà en 1517, i en 1596 apareix en els cens fiscals otomans com a part de la nàhiya o subdistricte de Jabal Sami, al sanjak o districte de Nablus. Tenia una població de 23 llars i cinc solters, tots musulmans. Els impostos es pagaven sobre el blat, ordi, cultius d'estiu, oliveres, ingressos ocasionals, cabres i ruscs.
L'actual Sanur va ser fundada per una branca del clan Jarrar que hi va migrar des de Jaba', durant l'era otomana. Sanur serví com a vila tron del clan Jarrar, des d'on controlaven molts dels pobles a la regió de Jenin, Lajjun, la vall de Jizreel (Marj Ibn Amer) i Natzaret. En 1785, sota el lideratge de Sheikh Yusuf al-Jarrar, es va construir una formidable fortalesa a la vila, que controlava l'accés a Nablus des del nord. Part dels murs de la fortalesa havien estat edificats anteriorment pel pare de Sheikh Yusuf, Muhammad Zabin. La fortalesa, junt amb la seva gran milícia camperola, solidificà la fortalesa militar del clan Jarrar. A diferència dels altres gairebé dues dotzenes de pobles tron a les muntanyes centrals de Palestina, Sanur era completament. envoltada per parets fortificades.
A mitjans del segle xviii el xeic àrab Zahir al-Umar va emergir com a governant autònom de Galilea i de la localitat costanera d'Acre, que va fortificar. Des d'Acre, Zahir va estendre el seu control cap al sud al territori Jarrar. El clan Jarrar va entrar en una coalició amb la tribu Beni Sakhr, però no va poder evitar que Zahir s'apoderés de Natzaret i la vall de Jizreel en 1735. Zahir perseguí les forces del clan Jarrar a Jabal Nabulus però una vegada que va arribar a Sanur, es va adonar no seria capaç de conquerir la seva fortalesa. La resistència reeixida de Jarrar contra Zahir va deixzar la regió de Jabal Nabulus en gran manera fora del control de Zahir. Sanur marcava el límit de la influència de Zahir i va seguir limitant el control dels successius governants d'Acre. En 1764 el governador otomà de Damasc, Uthman Pasha al-Kurji, va intentar sotmetre Sanur, i va lluitar contra el clan Jarrar sota el lideratge de Muhammad al-Jarrar a Jabal Nabulus.
En 1790, Jezzar Pasha, el governador de les províncies de Sidó i Damasc amb seu a Acre, va posar setge a Sanur després que el seu líder, Yusuf al-Jarrar, es va negar a sotmetre a l'autoritat de Jezzar. Tot i que la fortalesa de Sanur va ser fortament bombardejada, va resistir el setge durant més de cinquanta dies fins que les forces de Jezzar es van retirar després d'un intent de minar la fortalesa que va acabar destruint gran part del mateix campament de Jezzar. Jezzar va tractar novament de sotmetre Sanur en 1803, però aquest intent també va fracassar. L'historiador palestí Beshara Doumani data el segon setge de Jezzar en 1795.

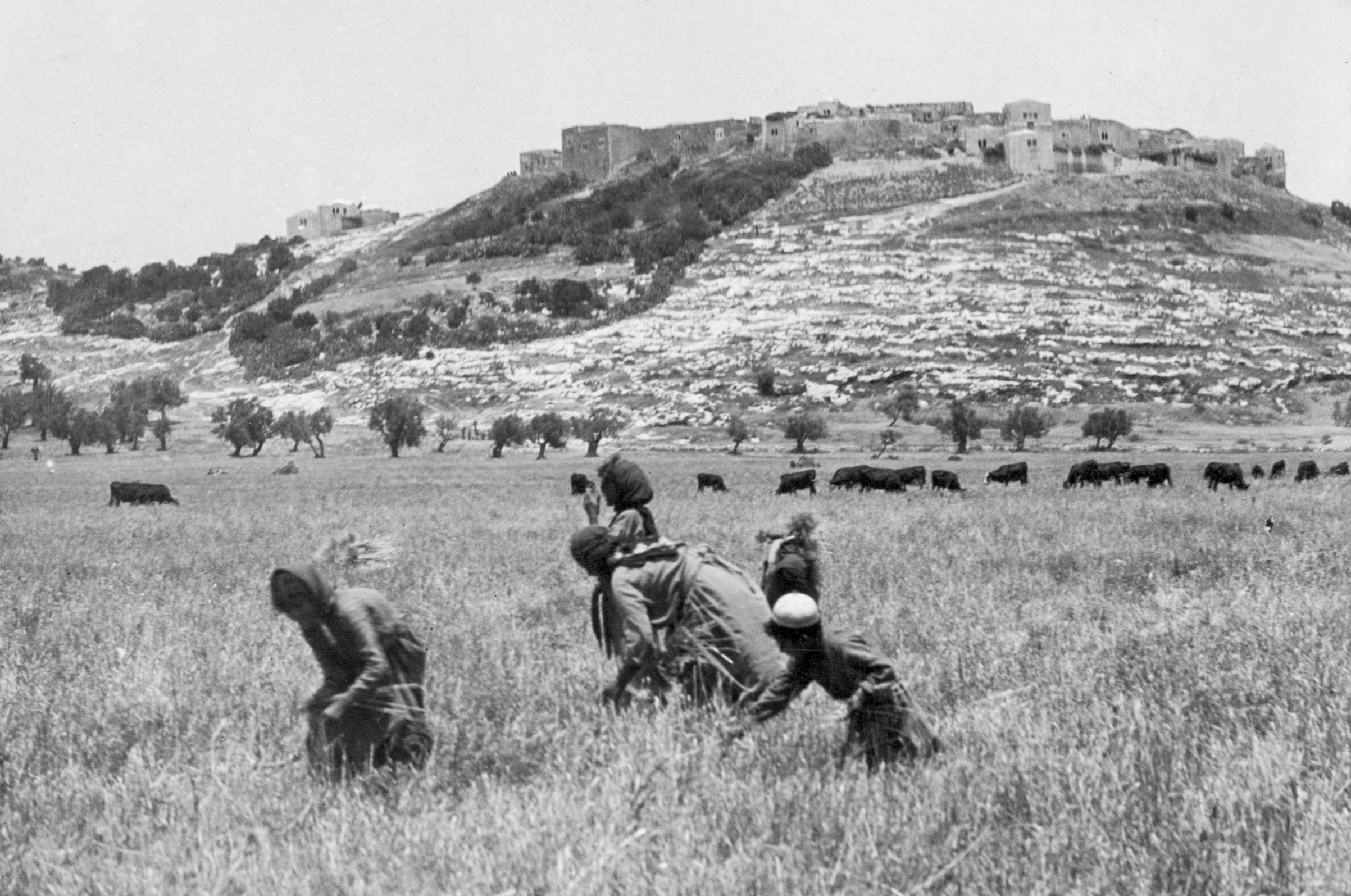
Sanur pel 1908

En 1830 Abdullah Pasha d'Acre va intentar fer valer el seu control sobre els propietaris rurals de Jabal Nabulus. Aquest últim havia estat part del vilayet de Damasc, però va ser repartit a l'eyalet de Sidó sota la governació d'Abdullah pel governador de Damasc en 1830 a causa de la seva incapacitat per recaptar impostos de clans governants de la zona. Quan alguns dels propietaris rurals, dirigit pels clans Jarrar i Qasim, es van rebel·lar en contra del nomenament d'Abdullah, van posar setge a Sanur amb l'ajuda de reforços enviats per Emir Baixir Xihab II de Mont Líban. El setge va durar quatre mesos. Després de diversos atacs contra la fortalesa del poble, tres bateries d'artilleria situades a l'oest de la localitat va aconseguir obrir d'una obertura a la fortalesa. Com a represàlia per les pèrdues ocasionades als homes d'Abdullah Pasha durant el setge, va fer enderrocar les parets i torres de la fortalesa. Les oliveres de Sanur foren tallades per ordre d'Abdullah Pasha. El poder del clan Jarrar va ser severament danyat per la pèrdua de la fortalesa de Sanur.
L'estiu del 1838 l'erudit bíblic Edward Robinson va visitar el poble i va assenyalar que era «havia estat considerable,» però després de la seva destrucció per Abdullah Pasha, «era una massa informe de ruïnes, entre les quals unes poques famílies encara hi tenien llar, i viuen principalment en coves.» Robinson també assenyalar que Sanur no era esmenada en fonts medievals.
En 1840 la vila fou bombardejada per l'exèrcit d'Ibrahim Paixà d'Egipte.
L'àrea sota control dels Jarrar era un subdistricte (nàhiya) conegut com a Mashariq al-Jarrar, que incloïa 28 viles en 1850.
En 1870 l'explorador francès Victor Guérin va visitar la vila. Va escriure que «sembla haver estat predestinada a servir com a lloc d'una fortalesa. Un recinte emmurallat, flanquejat per torres, anteriorment coronava el cim; ara és, en part, sobre la ciutat. Un gran nombre de cases també estan demolides o en part reconstruïdes. La del xeic, que vaig visitar, és com un petit fort.»
En 1882 el Survey of Western Palestine del Fons per a l'Exploració de Palestina descrivia Sanur com una petita vila fortificada, amb una població entre 200 i 300 ànimes. Encara era la seu d'una branca del clan Jarrar, l'altra encara es troba a Jaba'.

### Època del Mandat Britànic
En el cens de Palestina de 1922, dirigit per les autoritats del Mandat Britànic de Palestina, Sanur tenia 682 musulmans. La població es va incrementar a 759 musulmans en el cens de 1931 en 164 llars. Durant la Gran Revolta àrab de 1936-1939 al mandat de Palestina, el cap comandant de la revolta, Abd al-Rahim al-Hajj Muhammad, fou mort a Sanur en un tiroteig amb les tropes britàniques i llurs aliats locals quan el perseguien. Fou enterrat temporalment a la vila fins que el seu cos fou finalment sebollit a Dhinnaba.
En 1945, durint els darrers anys del Mandat Britànic, la població de Sanur (inclòs el llogaret de Nukheil) era de 1,020 musulmans. La terra de l'àrea de Sanur en 1945 consistia en 12.897 dúnams de terra, segons un cens oficial de terra i població. 2,370 dúnams eren usats com a plantacions i terra de rec, 7,259 dúnams per a cereals, mentre que 21 eren de sòl edificat. Després de la Guerra Araboisraeliana de 1948, i després dels acords d'armistici araboisraelians de 1949, Sanur van passar a pertànyer a Jordània. En el cens de Jordània de 1961 la vila tenia 1.471 habitants.